# George Washington Slept Here
George Washington Slept Here é um filme norte-americano de 1942, do gênero comédia, dirigido por William Keighley e estrelado por Jack Benny e Ann Sheridan.

## Notas sobre a produção

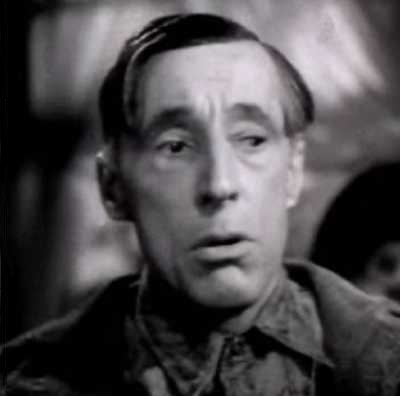
Percy Kilbride em cena do trailer do filme. Ele repetiu nas telas seu papel na peça, o de zelador da velha propriedade.